# منوب خطي
المنوب الخطي هو أساسًا محرك خطي يستخدم كمولد كهربائي.
هذا المنوب هو نوع من أنواع المولدات الكهربائية للتيار المتناوب . الأجهزة غالبا تكون متكافئة فيزيائيا . و الاختلاف الأساسي هو كيفية استخدامه وفي أي اتجاه تتدفق الطاقة . يقوم هذا المولد بتحويل الطاقة الميكانيكية إلى طاقة كهربائية ، على عكس تحويل المحرك الطاقة الكهربية إلى طاقة ميكانيكية . مثل معظم المحركات والمولدات الكهربائية , يعمل المنوب الخطي على أساس الحث الكهرومغناطيسي . لكن معظم المولدات تعمل بحركة دورانية . كما أن المنوبات الخطية تعمل بحركة خطية ( مثل الحركة في خط مستقيم ) .

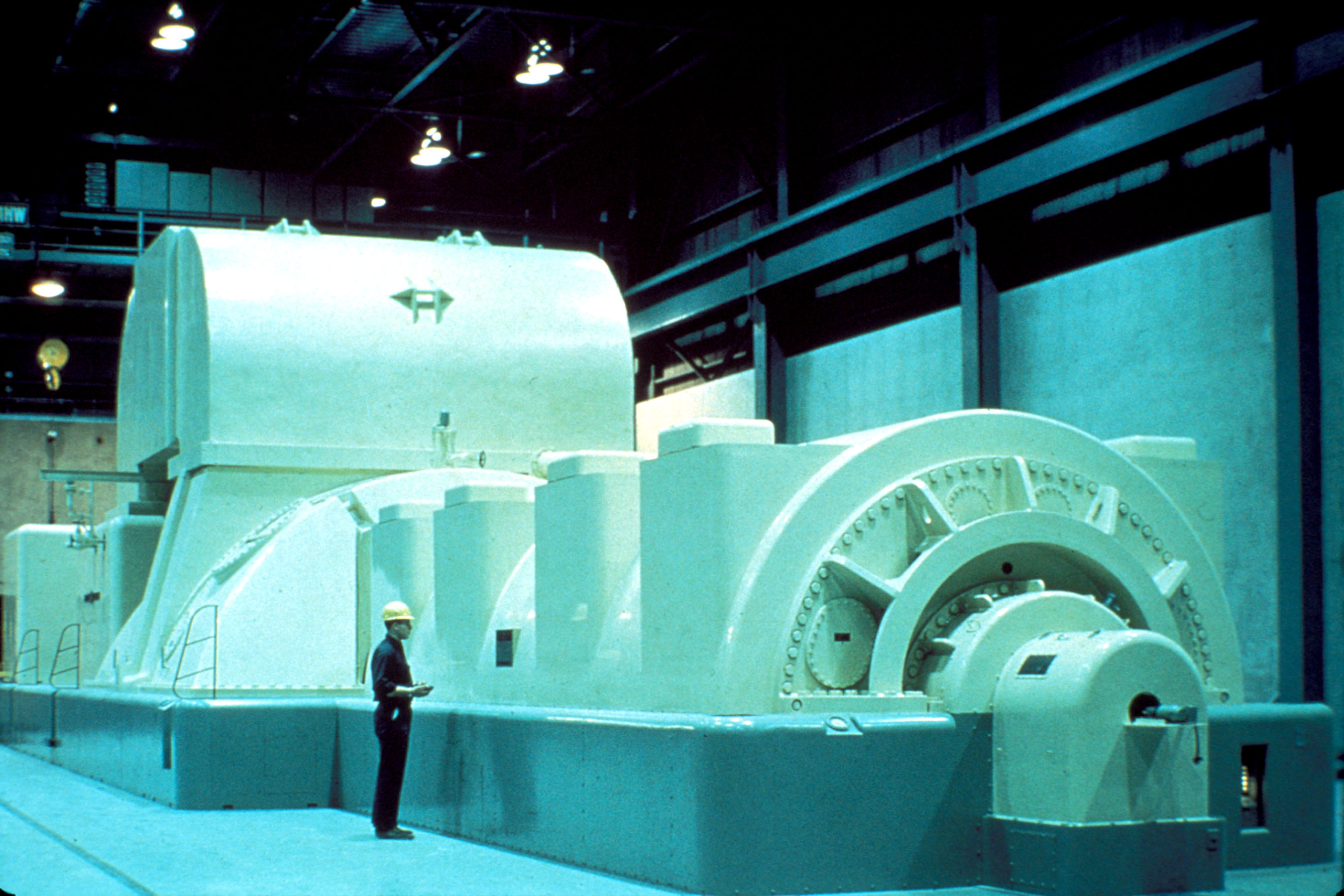
مولد عَنَفي بخاري حديث.

## نظرية العمل
عندما يتحرك مغناطيس في علاقة مع ملف كهرومغناطيسي , يؤدى إلى تغير الفيض المغناطيسي المار خلال الملف , وبالتالى ينتج عنه تدفق لتيار كهربائي والذي يستخدم ليقوم بعمل ما . يستخدم المحرك الخطي لتحويل الحركة الخلفية والرباعية إلى طاقة كهربائية . هذا الطريق المختصر يقوم بإزالة الحاجة إلى مرفق أو رابط ميكانيكي والذي يمكن استخدامه لتحويل الحركة الترددية إلى حركة دورانية لكى يتناسب مع المولد الدوراني .

## التطبيقات
أبسط نوع للمنوب الخطي هو مصباح فاراداي . وهو عبارة عن مصباح يحتوى على ملف ومغناطيس دائم .عنما يهتز الجهاز، يتذبذب المغناطيس خلال الملف وينتج تيار كهربائي . هذا التيار يستخدم لشحن مكثف , حيث يخزن الطاقة لاستخدامها فيما بعد . يستطيع الجهاز إنتاج الضوء عادة من صمام ثنائي باعث للضوء , وحتى يتم تفريغ المكثف فإنه يمكن شحنه بواسطة الإهتزاز .
تقوم الأجهزة الأخرى باستخدام المولدات الخطية لإنتاج الكهرباء وتشمل مولد بريستون الخطي , محرك الاحتراق الداخلي و محرك ستيرلينغ و محرك الاحتراق الخارجي .